# Marek Łuszczkiewicz
Marek Łuszczkiewicz (25. dubna 1873 Krakov – 16. května 1932 Frydrychowice) byl rakouský politik polské národnosti z Haliče, na počátku 20. století poslanec Říšské rady.

## Biografie
Byl synem statkáře a inženýra Antoniho. Studoval střední školu a roku 1891 složil maturitu. Pak absolvoval studium agronomie na Jagellonské univerzitě. Patřil mu malý statek ve Frydrychowicích. V době svého působení v parlamentu je profesně uváděn jako statkář ve Frydrychowicích.
Působil také coby poslanec Říšské rady (celostátního parlamentu Předlitavska), kam usedl ve volbách do Říšské rady roku 1907, konaných poprvé podle všeobecného a rovného volebního práva. Byl zvolen za obvod Halič 37.
Uvádí se jako člen Polské lidové strany. Do Polské lidové strany vstoupil roku 1907, před volbami. Byl členem jejího předsednictva. Po volbách roku 1907 byl na Říšské radě členem poslaneckého Polského klubu. V říjnu 1907 se ale uvádí, že z Polského klubu vystoupil a přešel do klubu Polské lidové strany. Podle jiného zdroje ale byl ve volbách roku 1907 zvolen za nový subjekt Polskie Centrum Ludowe, do kterého přešla tzv. Stojałowského skupina.
Po delší dobu zasedal v okresním zastupitelstvu ve Wadowicích. Okolo roku 1907 se stal okresním maršálkem. Později odešel z politiky a věnoval se hospodaření na svém statku.